# Witheringia
Witheringia é um género botânico pertencente à família Solanaceae.